# Adoption forcée d'enfants via l'Église catholique en Belgique
L'adoption forcée d'enfants via l’Église catholique en Belgique concerne des jeunes femmes enceintes envoyées par leur famille accoucher dans des institutions catholiques, qui leur ont retiré leur enfant puis l'ont vendu à des familles d'accueil. Le nombre d'enfants concernés est d'environ 30 000 entre 1945 et 1980. 
En 2023, un amendement du Parlement flamand permet de classer les personnes adoptées illégalement comme victimes de la traite des êtres humains. 
L'Église catholique belge s'excuse auprès des victimes, des prêtres impliqués dans cette affaire sont suspendus. Toutefois, Tommy Scholtès, porte-parole des évêques belges, explique, en 2023, qu'il ne s'agit pas de ventes, mais que les familles qui recevaient les enfants « contribuaient financièrement au fonctionnement des communautés religieuses ». En 2024, le pape François, en déplacement en Belgique, se déclare « attristé » par le drame des « adoptions forcées » mais ne présente pas d’excuses aux victimes.

## Historique
L’affaire des adoptions forcées d'enfants entre 1945 et 1980 en Belgique est révélée en 2014. Après des débats au Parlement flamand, des excuses de l'Église catholique belge et des demandes d’enquête, l'affaire disparait de l'espace médiatique. L'affaire revient sur le devant de la scène belge en décembre 2023 avec le podcast Kinderen van de Kerk (Enfants de l’Église), publié par le média Het Laatste Nieuws,.
Une association belge, l’Œuvre d’adoption, créée en 1950 et dirigée par Thérèse Wante (1902-1977), participe à ces adoptions.
Selon l'association Mater Matuta, 30 000 « enfants de la honte », notamment en Flandre, sont concernés par ces abandons et adoptions forcés,. Après avoir accouché dans des institutions catholiques, en Belgique ou dans le nord de la France, les mères biologiques devaient abandonner leurs enfants, et ces derniers étaient alors vendus à des familles d’adoption. Les enfants étaient vendus en général entre 10 000 à 30 000 francs belges. Toutefois des montants supérieurs sont possibles : ainsi un enfant né dans le nord de la France, vendu par les religieuses 100 000 francs.
Des femmes victimes de ces adoptions forcées ont créé l'association Mater Matuta. Selon cette association, des services publics et certains magistrats se seraient rendus complices de l'Église catholique. Mater Matuta affirme que les agences d'adoption échangeaient des enfants, pour éviter que ces derniers ne retrouvent leur mère biologique.
Certaines des victimes évoquent des humiliations et des violences sexuelles de la part des religieuses, mais aussi des stérilisations contraintes,.
Tamar était un foyer maternel catholique situé à Lommel, en Belgique, géré par la congrégation des Sœurs de la Charité de Jésus. Fondé en 1970, le foyer accueillait de jeunes femmes enceintes hors mariage. Dans les années suivantes, Tamar est devenu le centre de plusieurs témoignages faisant état d’adoptions forcées, de stérilisations forcées et de violences sexuelles. Certaines jeunes femmes auraient été envoyées accoucher anonymement en France (sous accouchement sous X), avant que leurs enfants ne soient ramenés illégalement en Belgique pour y être adoptés.

## Réactions

### Politiques
En décembre 2014, le Parlement flamand organise des auditions sur la question des adoptions forcées.
En 2023, le ministre de la Justice Paul Van Tigchelt annonce que quatre prêtres, impliqués dans ces adoptions, sont suspendus et retirés de la liste des ministres du culte rémunérés par son ministère. Une enquête est en cours pour quatre autres religieux. Par ailleurs en 2023, un amendement du Parlement flamand permet de classer les personnes adoptées illégalement, comme victimes de la traite des êtres humains.

### Église catholique
L'Église catholique belge s'excuse auprès des victimes. Toutefois, Herman Cosijns, secrétaire général de la Conférence épiscopale de Belgique de 2011 à 2023, fait sensation en 2014 en déclarant qu'il est faux de parler d'adoptions forcées. En 2023, Tommy Scholtès, porte-parole des évêques belges, explique « Les familles en attente d'adoption remerciaient les religieuses quand elles recevaient l'enfant (...), elles contribuaient financièrement au fonctionnement des communautés religieuses »,.
En 2023, l'Église catholique belge souhaite engager une « enquête externe pour déterminer les responsabilités réelles » sur ces adoptions. Dans son homélie de Noël, le président de la Conférence épiscopale de Belgique, Luc Terlinden, évoque les enfants victimes d’abus sexuels ou d’une adoption forcée : « une réalité douloureuse qui est revenue au grand jour ces dernières semaines à la suite des témoignages poignants de victimes. Ceux-ci nous invitent non seulement à la compassion mais aussi à un engagement résolu pour le respect de la dignité de toute personne humaine… ».
Lors d'un voyage en Belgique en 2024, le pape François s’est dit « attristé » par le drame des « adoptions forcées » d’enfants enlevés à leur mère, toutefois il ne présente pas d’excuses aux victimes.

### Témoignages
La députée Yngvild Ingels, née le 1er janvier 1979 à Dunkerque, dans un couvent, a été adoptée dans le cadre de ces adoptions forcées mais n'a jamais pu retrouver ses parents biologiques. Elle a été vendue par l'intermédiaire de l'association catholique Caritas à une famille belge flamande. Elle indique avoir « été transportée de France en Belgique, sans véritable existence légale. Et pourtant, mes parents ont pu ensuite régulariser l’adoption via des avocats. A l’époque, ils pensaient bien faire. Et je ne suis pas la seule. Il y en a plein qui ont été adoptés comme ça »,.
Le média belge néerlandophone Het Laatste Nieuws publie, en décembre 2023, le podcast Kinderen van de Kerk (Enfants de l’Église) qui présente plusieurs témoignages. Ainsi Debby Mattys évoque sa mère tombée enceinte à 18 ans après un viol, elle est placée dans une institution gérée par des religieuses à Mortsel, où elle est obligée de travailler. Après son accouchement, sa fille Debby Mattys, est « vendue » à ses parents adoptifs pour 20 000 francs belges,,.

## À voir

### Documents
- Podcast : Kinderen van de Kerk (Enfants de l’Église) du média belge néerlandophone Het Laatste Nieuws, publié en décembre 2023.
- #Investigation Le marché aux enfants belges - Immersion à la S.P.A de Charleroi, une enquête de Sylvie Chevalier diffusée le 11 septembre 2024.

```
* 
Site des victimes de Tamar
```